# Brachionidium vasquezii
Brachionidium vasquezii är en orkidéart som beskrevs av Carlyle August Luer. Brachionidium vasquezii ingår i släktet Brachionidium och familjen orkidéer.
Artens utbredningsområde är Bolivia. Inga underarter finns listade i Catalogue of Life.